# Dendrocincla merula
El trepatroncos barbiblanco (en Colombia y Ecuador) (Dendrocincla merula), también denominado trepador barbiblanco (en Venezuela), trepador de barbilla blanca (en Perú) o trepatroncos de barba blanca, es una especie de ave paseriforme de la familia Furnariidae, de la subfamilia Dendrocolaptinae, perteneciente al género Dendrocincla. Es nativa de la cuenca amazónica y del escudo guayanés en América del Sur.

## Distribución y hábitat
Se distribuye desde el sur y este de Colombia, hacia el este por el sur y sureste de Venezuela, Guyana, Surinam y Guayana francesa, hacia el sur por el este de Ecuador, este de Perú, por toda la Amazonia brasileña, hasta el centro norte de Bolivia.
Esta especie es considerada poco común en su hábitat natural: el sotobosque de selvas húmedas, tanto de terra firme como de várzea, por debajo de los 500 metros de altitud.

## Descripción
Mide entre 16 y 21 cm de longitud y pesa entre 28 y 57 g. El plumaje es de color marrón, sin rayas, excepto una estrecha mancha blanca en la garganta. El iris es gris azulado.

## Alimentación
Se alimenta de insectos y otros artrópodos. Sigue las legiones de hormigas guerreras, para capturar a las presas que tratan de escapar de las hormigas.

## Sistemática

### Descripción original
La especie D. merula fue descrita por primera vez por el naturalista alemán Martin Lichtenstein en 1820 bajo el nombre científico Dendrocolaptes merula; su localidad tipo es: «Cayena».

### Etimología
El nombre genérico femenino «Dendrocincla» se compone de las palabras del griego «δενδρον dendron: árbol, y del latín cinclus: tordo, zorzal, que proviene del griego «κιγκλος kinklos»: ave no identificada;  y el nombre de la especie «merula», proviene del latín y significa «pájaro negro».

### Taxonomía
La presente puede consistir de más de una especie. Las subespecies al oeste del río Negro junto a las sureñas al río Amazonas pueden ser una especie separada, con base en diferencias de vocalización, tamaño y color del iris; son necesarios más estudios.

### Subespecies
Según las clasificaciones del Congreso Ornitológico Internacional (IOC) y Clements Checklist/eBird v.2019 se reconocen siete subespecies, con su correspondiente distribución geográfica:
- Dendrocincla merula merula (Lichtenstein, 1820) – las Guayanas y adyacente norte de Brasil (al este del río Branco en Roraima y  norte de Pará).
- Dendrocincla merula obidensis Todd, 1948 – Amazonia brasileña a lo largo de la margen norte del río Amazonas, desde el Negro al este hasta Amapá.
- Dendrocincla merula bartletti Chubb, 1919 – Amazonia occidental y alta cuenca del río Orinoco tanto al norte como al sur del río Solimões, desde el centro de Venezuela y centro de Colombia al sur hasta el este de Ecuador, este de Perú, norte de Bolivia y oeste de la  Amazonia brasileña (hacia el este hasta el Negro y el Madeira).
- Dendrocincla merula remota Todd, 1925 – oriente de la Amazonia boliviana  (norte de Santa Cruz), probablemente también en las adyacencias de Brasil (borde noroeste del Pantanal).
- Dendrocincla merula olivascens J.T. Zimmer, 1934 – sur de la Amazonia brasileña al sur del Amazonas, desde el Madeira al este hasta el Tapajós.
- Dendrocincla merula castanoptera Ridgway, 1888 –  sur de la Amazonia brasileña al sur del Amazonas, desde el Tapajós hasta el Tocantins.
- Dendrocincla merula badia J.T. Zimmer, 1934 – sureste de la Amazonia brasileña desde el Tocantins al este hasta Maranhão.